# سرابتشغة (مقاطعة دورة)
سرابتشغة (بالفارسية: سرابچگه) هي قرية تقع في قسم دورة الريفي (مقاطعة دورة) في إيران. يقدر عدد سكانها بـ 801 نسمة بحسب إحصاء 2016.